# 표지 (책)

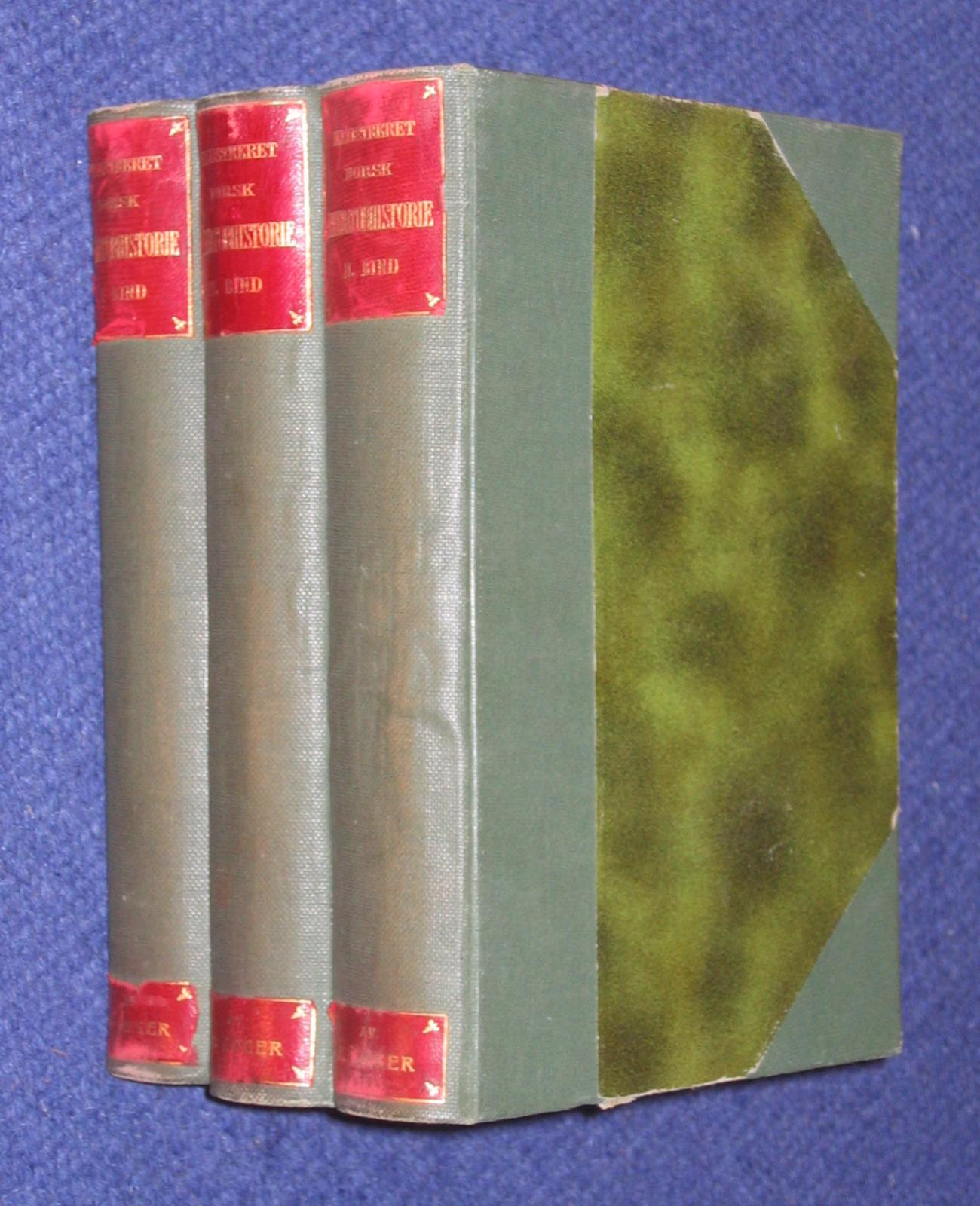
"Illustreret norsk literaturhistorie" (1896)의 하드 커버 표지

표지(表紙)는 책의 쪽을 보호하기 위해 만든 포장이다. 북 커버(book cover)라고도 한다.

## 역사
19세기 초 이전까지만 해도 책은 손으로 제본을 했다. 수백년에 걸쳐 책을 묶는 일은 값비싸게 인쇄되거나 손으로 만든 페이지를 위한 보호 장치의 기능을 했으며 문화적 권위의 장식적 헌사 역할을 했다.

## 같이 보기
- 제본